# Lysimachia pentapetala
Lysimachia pentapetala är en viveväxtart som beskrevs av Aleksandr Andrejevitj Bunge. Lysimachia pentapetala ingår i släktet lysingar, och familjen viveväxter. Inga underarter finns listade i Catalogue of Life.